# Pejman Memarzadeh
Pejman (de son nom complet Pejman Memarzadeh) né le 26 janvier 1973 en Iran, est un chef d'orchestre, violoncelliste et porteur de projets franco-iranien.

## Biographie
D'origine iranienne, Pejman réside en France depuis l’âge de 5 ans.   
En 1995, Pejman fonde l’Orchestre des Musiciens de la Prée. En 2000, il devient directeur artistique et musical de cet ensemble qui prend le nom d'Orchestre de l'Alliance,. Il est également fondateur et directeur artistique du festival de musique classique Les Escapades musicales sur le bassin d’Arcachon  créé en 2010 ainsi que fondateur et directeur musical de l'Orchestre Génération Mozart basé en Champagne.
Engagé dans la pédagogie, l'Orchestre des Musiciens de la Prée puis l’Orchestre de l’Alliance donne des séries de concerts pédagogiques lors de ses résidences au Théâtre de Poissy (2000-2003), à la Barbacane dans les Yvelines (2007-2008) ainsi qu’à la Salle Gaveau pendant cinq années devant des milliers de jeunes issus de l’éducation prioritaire, en partenariat avec le ministère de l’Éducation nationale.
En 2005, Pejman et Caroline Sénéclauze, Directrice associée de l’Orchestre de l’Alliance, fondent les Saisons de la solidarité. Ces concerts caritatifs donnés à la Salle Gaveau ou à la Philharmonie de Paris accompagnent le travail d’ONG et ont permis de reverser en intégralité près de 1 202 800 euros à une quarantaine d'associations caritatives et Fondations humanitaires : Les Blouses roses, l'Association française de l'ataxie de Friedreich, Vaincre les maladies lysosomales, Petits frères des pauvres, Mécénat Chirurgie cardiaque, la Croix-Rouge française, l'Institut de cancérologie Gustave-Roussy, Neurodon, le projet OHADAC, ELA, Aviation sans frontières, la Fondation d'Auteuil, le WWF France, Fidesco, la Fondation Chirac, l'AFM-Téléthon, L'Adapt, BLOOM, la Fondation Abbé Pierre, Action contre la faim, l'Institut des futurs souhaitables, l'ARSLA, Care France, la chaîne de l'espoir, Ecodair, les Banques alimentaires, Emmaüs Connect, la Fédération Simon de Cyrène, l'Arche, Mômartre et Siel Bleu,.
En 2010, il poursuit la diffusion de la musique et les missions pédagogiques en région en créant avec son complice Jean-Christophe Moreau Les Escapades Musicales, le festival du bassin d’Arcachon, qui a accueilli plus de 75 000 spectateurs en 15 éditions.
En 2012, il transpose la magie des Escapades musicales à Paris avec les Concerts en blanc, nouveau rendez-vous parisien original.
Il réalise une tournée en Iran en 2002, faisant de son ensemble le premier orchestre occidental à se produire dans ce pays depuis la Révolution de 1979, puis une seconde tournée en 2005 avec en soliste le violoncelliste Gary Hoffman. En avril 2016, à la suite de l'accord sur le nucléaire entre la communauté internationale et son pays de naissance, Pejman y organise le grand retour de l’Orchestre de l’Alliance lors d’une tournée à travers les plus importants sites historiques de la Perse.
En 2017, Pejman élabore un cycle musical inédit qui devient en 2019 le nouvel orchestre « Génération Mozart », consacré au répertoire classique en mettant en perspective les trésors cachés ou disparus de Joseph Martin Kraus, Ignace Joseph Pleyel, François-Joseph Gossec, Antonio Casimir Cartellieri, Jan Ladislav Dussek, Étienne Nicolas Méhul ou encore Luigi Boccherini, avec les chefs-d’œuvre de Mozart et Haydn, les figures tutélaires de l’époque.
C'est au cœur des paysages et du patrimoine champenois que Génération Mozart a trouvé un cadre propice à la revitalisation de ce répertoire. Le règne de Louis XV, contemporain de Mozart et période faste pour le développement de la musique, marque également une étape clé dans l’histoire du champagne, qui a acquis sa reconnaissance légale après avoir coulé abondamment lors des festivités du couronnement royal. C’est également sous le règne de Louis XV que Mozart donna ses premières représentations en France. Ce croisement d’époques, associé à l'actuel jumelage entre Reims et Salzbourg, la ville natale de Mozart, crée une harmonie unique, où l’effervescence du champagne se marie aux mélodies élégantes, surprenantes et joyeuses de la musique des Lumières. Depuis son grand concert de lancement en septembre 2021, l'orchestre sillonne les terres champenoises et produits de nombreux concerts d'orchestre et de musique de chambre.

### Direction d'orchestre
Pejman est conseillé en tant que chef d'orchestre par Philippe Entremont et encouragé par Miguel Angel Estrella. Il trouve ses sources d’inspiration dans les interprétations de Christian Ferras, Emil Gilels, Jacqueline Dupré, Glenn Gould ou dans la direction de maestros tels que Carlos Kleiber, Carl Schuricht, Carlo Maria Giulini, John Eliot Gardiner, Christopher Hogwood et Neville Marriner.

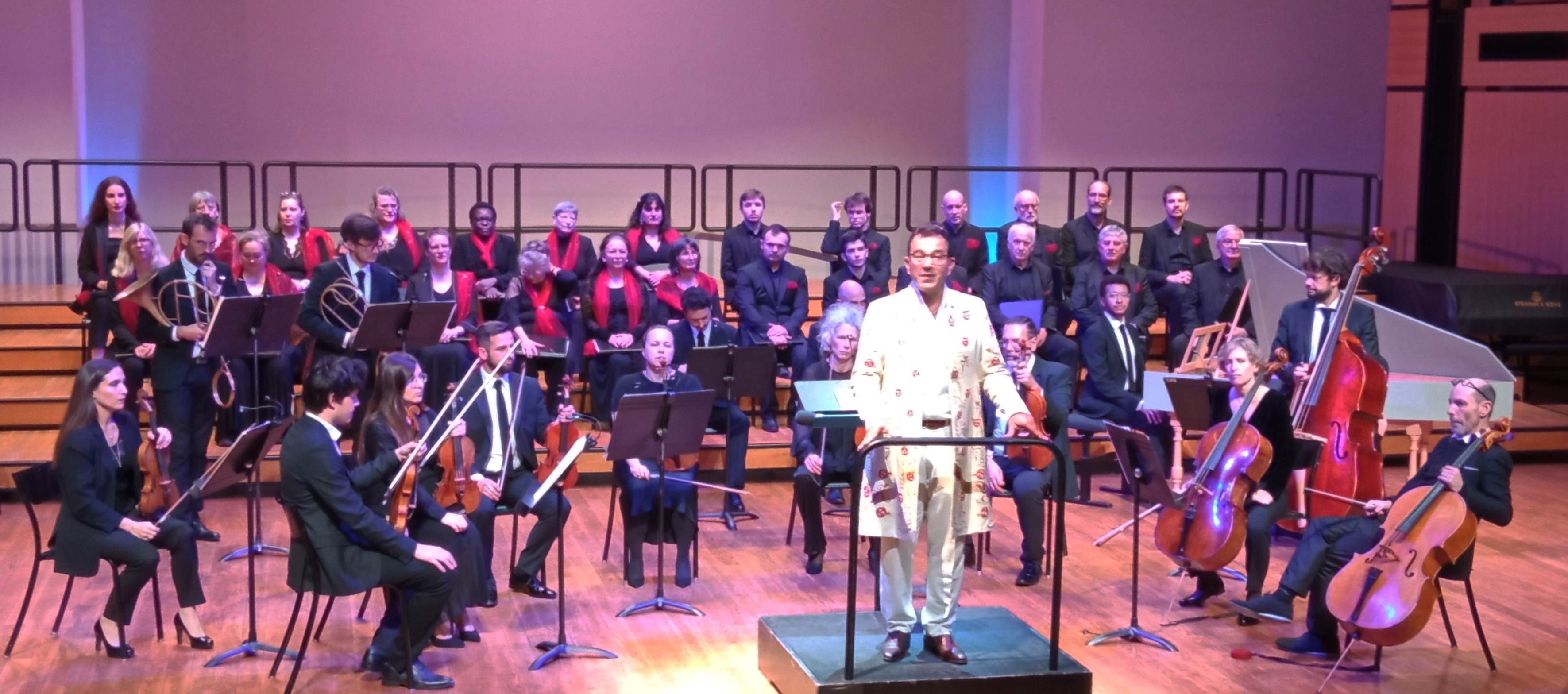
l'Orchestre Génération Mozart et l'Ensemble Lyrique Champagne-Ardenne.

Pejman se produit régulièrement avec l'Orchestre de l'Alliance en France (Salle Gaveau, Philharmonie de Paris, Théâtre de Poissy...) et à l’étranger (Staatsoper en Allemagne, Radio nationale en Pologne, National Concert Hall en Irlande, Talar et Vahdat en Iran...) et collabore avec de nombreux solistes internationaux.
Il se produit également depuis 2021 avec l'Orchestre Génération Mozart en France, et notamment sur le territoire champenois (Opéra, Conservatoire et Basilique Saint-Remi de Reims, Théâtre Gabrielle Dorziat d'Epernay, Collégiale Notre-Dame-en-Vaux de Châlons-en-Champagne, Halle des Riceys, Église Saint-Germain-des-Pres de Paris...). I. Dans ce cadre, il collabore régulièrement avec la cheffe de chœur Sandrine Lebec et ainsi avec La Maîtrise de Reims, ou encore l'Ensemble Lyrique Champagne-Ardenne.
Il s’est produit comme chef invité avec l’Orchestre national Bordeaux Aquitaine, l’Orchestre de chambre de Reykjavik lors d’un concert à l’Harpa Concert Hall rediffusé sur la Radio nationale islandaise ainsi qu’avec l’Orchestre de chambre de Toulouse, l'Orchestre Symphonique de Téhéran et l'Orchestre de la Garde Républicaine,,,.

### Violoncelle
Pejman a été récompensé au Concours de Cordes d’Epernay, au Tournoi international de musique de Rome et au Concours Flame. Il est également lauréat des fondations Singer-Polignac et Schlumberger.
Diplômé du Conservatoire royal de Bruxelles (avec les grandes distinctions), il a participé à l’Académie du Mozarteum de Salzbourg et s'est perfectionné auprès de Julius Berger à l’université de Mayence. En 1999, il a été invité par la French-American Foundation à New-York et a suivi les masters classes de l'Académie Kronberg. Au fil de son parcours, il a bénéficié des conseils de violoncellistes tels que Gary Hoffman, Siegfried Palm, Yvan Chiffoleau, Patrick Demenga et Arto Noras.[réf. nécessaire]
Il partage la scène avec des artistes tels que Philippe Entremont, Gérard Caussé, Alexis Cardenas, Emmanuel Rossfelder, David Bismuth, Philippe Bernold, Julius Berger, Nicolas Stavy, Bruno Pasquier, Florent Héau, Hugues Borsarello, Gérard Poulet…
Pejman se produit régulièrement en soliste en France (Salle Gaveau, Salle Cortot, Palais du Luxembourg, Théâtre de Poissy…) et à l’étranger (Siège des Nations unies à Genève, Opéra de Téhéran, États-Unis, Mexique, Belgique, Allemagne). Il interprète les œuvres concertantes de Dvorák, Saint-Saëns, Lekeu, Beethoven, Tchaïkovski, Haydn…ainsi que les œuvres de compositeurs français tels que Léon Boëllmann, Louis Vierne, Guillaume Lekeu, Francis Poulenc, César Franck, Philippe Chamouard, Thierry Escaich…[réf. nécessaire]

### Engagement citoyen
Depuis mars 2016, Pejman est membre de l’Observatoire de la diversité du Conseil supérieur de l’audiovisuel (CSA).
Pejman œuvre de façon apolitique et désintéressée au rapprochement entre la France et l’Iran par le biais de la culture (organisation de tournées en Iran en 2002, 2005 et 2016) et de l’éducation (nombreuses master class données en avril 2018).
En 2023, il fonde l'Association Cyrus-France dans un but culturel et philanthropique, dont le Président d'Honneur est Hubert Vedrine. Cette organisation, apolitique et ouverte à tous, vise à promouvoir une meilleure compréhension des contributions culturelles, civilisationnelles et intellectuelles des pays persanophones en France. Elle organise diverses activités telles que des concerts, des soirées poétiques et des débats afin de renforcer les échanges culturels entre les sociétés civiles de ces pays et la France. Cyrus France met également en avant des artistes, qu'ils soient français ou originaire de la région persanophones, qui jouent un rôle dans l'enrichissement des relations bilatérales. Reconnue d'intérêt général, l'association soutient également des étudiants méritants et à haut potentiel de ces pays en leur offrant des bourses pour poursuivre des études supérieures en France.

Pejman est membre du Conseil d'Administration de l'association BLOOM qui œuvre pour la protection de la faune marine et est trésorier de l'association d’intérêt général Moteur ! dont l’objectif est d’accompagner les jeunes (14-22 ans) les plus fragiles et d'éveiller chez eux l'envie de progresser et grandir par l'exemplarité de modèles inspirants. Ce projet sociétal est destiné à rendre les jeunes « moteurs », mais aussi à les accompagner dans leurs projets de vie et leurs choix d’orientat ion professionnelle.